# Depreciering
Depreciering kommer fra latin og betyder egentlig værdiforringelse. Det bruges om det fænomen, at en valuta falder i værdi. Det modsatte kaldes appreciering.
Depreciering forveksles ofte med en devaluering. En devaluering angiver også, at en valuta forringes i kurs i forhold til andre valutaer, men bruges kun om den situation, hvor et lands regering og/eller centralbank politisk og administrativt direkte sænker valutaen og fastsætter den nye kursværdi. En devaluering kan således pr. definition kun finde sted i et land, der fører fastkurspolitik og dermed direkte fastsætter valutakursens niveau. I modsætning hertil betegner en depreciering et valutakursfald, der kommer som følge af udviklingen på valutamarkedet. I et land som Sverige, der har flydende valutakurser og dermed ikke nogen officiel holdning til den svenske krones kursværdi, betegnes et fald i kroneværdien altså ikke en devaluering, men som en depreciering.